# La flèche de Dieu
La flèche de Dieu, publié en 1964, est le troisième roman de Chinua Achebe. Avec Tout s'effondre et No Longer at Ease, il est considéré comme faisant partie de The African Trilogy, partageant des paramètres et des thèmes similaires. Le roman est centré sur Ezeulu, le prêtre en chef de plusieurs villages Igbo du Nigeria colonial, qui affronte les puissances coloniales et les missionnaires chrétiens dans les années 1920. Le roman a été publié dans le cadre de l'influente série des écrivains africains Heinemann.
L'expression « Flèche de Dieu » est tirée d'un proverbe Igbo dans lequel une personne, ou parfois un événement, est censée représenter la volonté de Dieu. Le roman remporte le tout premier prix Jock Campbell / New Statesman pour l'écriture africaine.
En 2022, il figure sur la liste « Big Jubilee Read » de 70 livres d'auteurs du Commonwealth, sélectionnés pour célébrer le jubilé de platine d'Elizabeth II.

## Résumé de l'intrigue
Le roman se déroule dans les villages du peuple Igbo du Nigeria colonial dans les années 1920. Ezeulu est le prêtre en chef du dieu Ulu, vénéré par les six villages d'Umuaro. Le livre commence avec Ezeulu et Umuaro se battant contre un village voisin, Okperi. Le conflit est brusquement résolu lorsque TK Winterbottom, le surveillant colonial britannique, intervient.
Après le conflit, un missionnaire chrétien indigène africain, John Goodcountry, arrive à Umuaro. Goodcountry commence à raconter aux villages des histoires de Nigérians du delta du Niger qui ont abandonné (et combattu) leurs "mauvaises coutumes" traditionnelles en faveur du christianisme.
Ezeulu est appelé loin de son village par Winterbottom et est invité à faire partie de l'administration coloniale, une politique connue sous le nom de règle indirecte. Ezeulu refuse d'être un "chef d'homme blanc" et est jeté en prison. À Umuaro, les gens ne peuvent pas récolter les ignames tant qu'Ezeulu n'a pas convoqué la fête de la nouvelle igname pour remercier Ulu. Quand Ezeulu revient de prison, il refuse d'appeler la fête, bien qu'il ait été imploré par d'autres hommes importants du village de faire des compromis. Ezeulu raisonne au peuple et à lui-même que ce n'est pas sa volonté, mais celle d'Ulu; Ezeulu se croit à moitié esprit et à moitié homme. Les ignames commencent à pourrir dans le champ, et une famine s'ensuit dont le village accuse Ezeulu. Voyant cela comme une opportunité, John Goodcountry propose que le village remercie plutôt le Dieu chrétien et qu'il puisse récolter ce qui reste de ses récoltes avec "l'immunité".
De nombreux villageois ont déjà perdu confiance en Ezeulu. L'un des fils d'Ezeulu, Obika, meurt lors d'une cérémonie traditionnelle, et les villageois interprètent cela comme un signe qu'Ulu a pris parti avec eux contre son prêtre. Pour ce jugement apparent contre Ezeulu et l'immunité promise par le Dieu chrétien, lors de la moisson chrétienne, ayant lieu quelques jours après la mort d'Obika, beaucoup d'hommes embrassent le christianisme en y envoyant leur fils avec des ignames.
Le titre Flèche de Dieu fait référence à l'image d'Ezeulu, lui-même, comme une flèche dans l'arc de son dieu.

## Thèmes
Ulu, les villages d'Umuaro et d'Okperi, et les fonctionnaires coloniaux sont tous fictifs. Cependant, la représentation du Nigeria colonial est fidèle à la description du conflit entre les croyances traditionnelles et les religions des Nigérians et les valeurs étrangères introduites par les Européens, y compris le christianisme. En outre, la règle indirecte est favorisée par les autorités coloniales en Afrique de l'Ouest comme un moyen de réduire le coût de l'administration coloniale. Le roman est considéré comme une œuvre du réalisme littéraire africain.
Le premier roman d'Achebe, Tout s'effondre, raconte l'histoire d'Okonkwo, un chef de sa communauté qui entre en conflit avec les autorités coloniales. La flèche de dieu décrit de la même manière la chute d'un chef traditionnel aux mains des autorités coloniales. Les conflits centraux du roman tournent autour de la lutte entre continuité et changement, comme Ezeulu refusant de servir Winterbottom, ou entre les villageois traditionnels et le fils d'Ezeulu qui étudie le christianisme.